# Lahn

El Lahn és un riu d'Alemanya afluent del Rin pel marge dret. Desaigua al Rin prop de Lahnstein, i no lluny de Coblença.
Des d'aquí, el riu es dirigeix cap al nord passant per Marburg, Gießen, Wetzlar i Limburg.

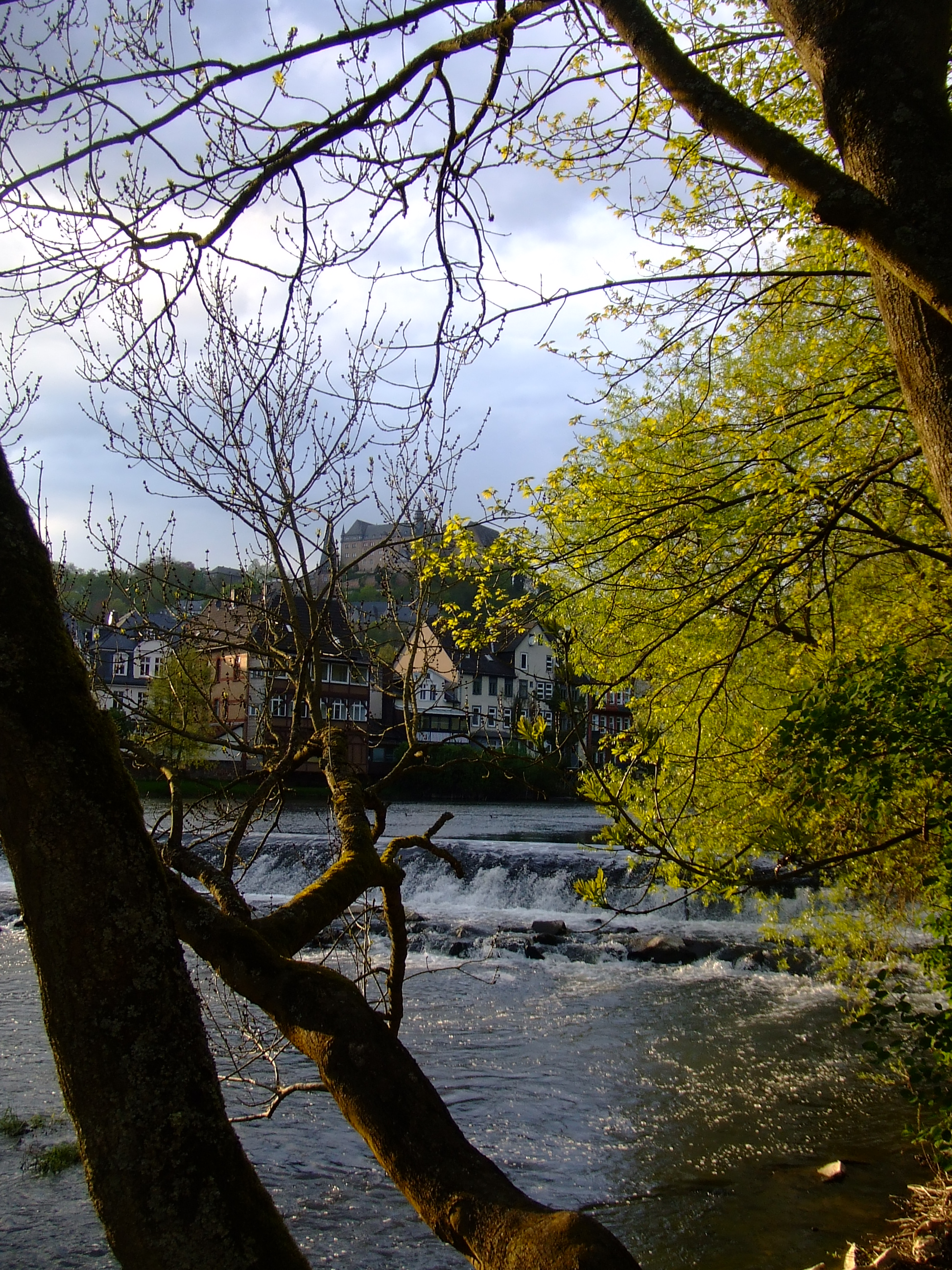
El Lahn passant per Marburg